# Derecho de asociación
El derecho de asociación o libertad de asociación es un derecho humano que consiste en la facultad de unirse y formar grupos, asociaciones u organizaciones con objetivos lícitos, así como retirarse de ellas. La libertad o el derecho de asociación supone la libre disponibilidad de los miembros individuos para constituir formalmente agrupaciones permanentes o personas jurídicas encaminadas a la consecución de fines específicos. Es una de las prolongaciones de las libertades de pensamiento, expresión y reunión y una antesala de los derechos de participación, en la medida en que la participación política es generalmente asociada y se canaliza preferentemente a través de formas específicas de asociaciones, entre las que los partidos políticos ocupan un lugar señalado. Etc..

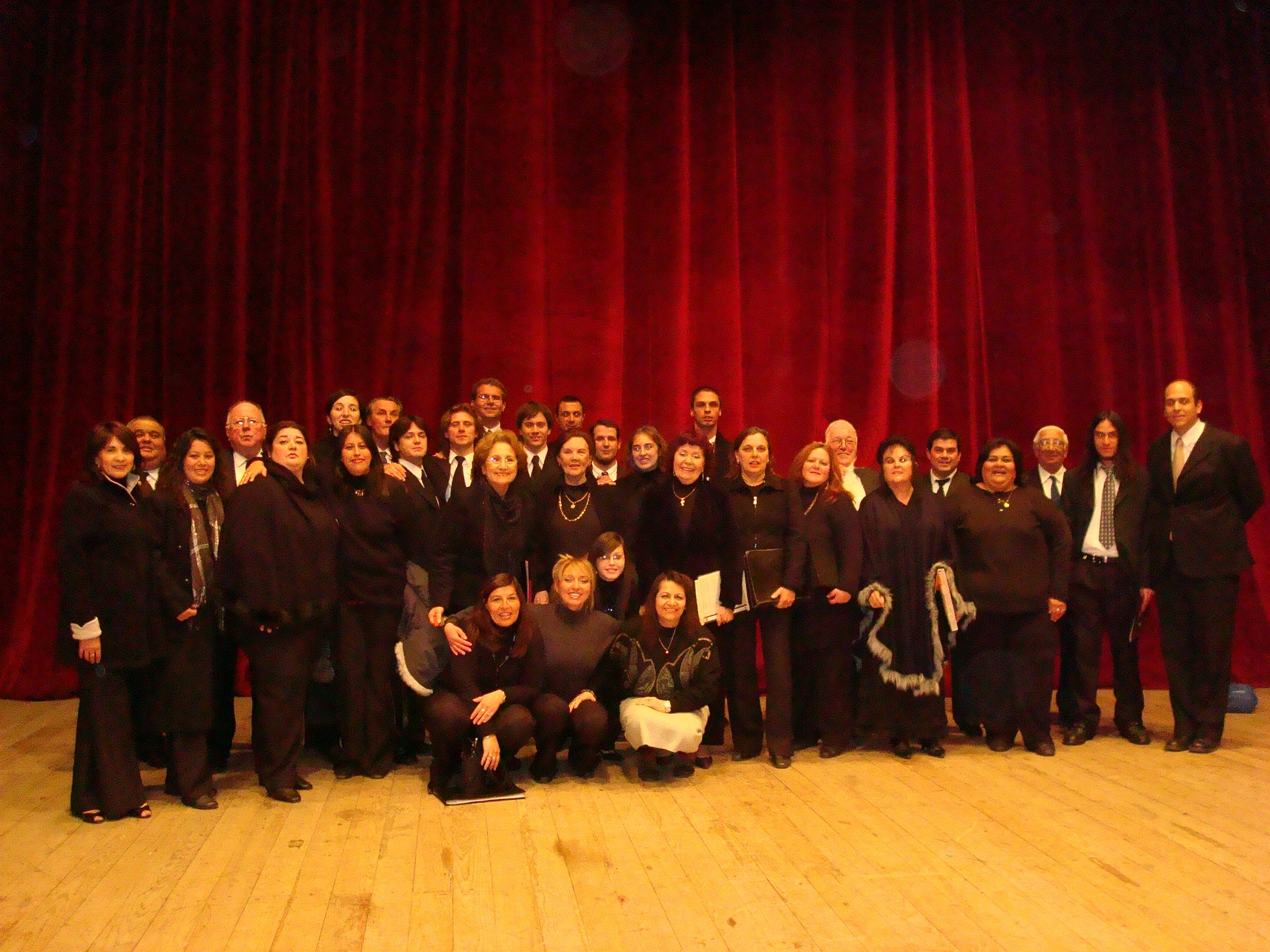
La asociación permite agruparse con fines comunes diversos, como los musicales

Está considerado, al igual que el derecho de reunión, un derecho humano de primera generación, si bien tal afirmación es discutida.

## Evolución histórica
Aunque hay autores que consideran que el derecho de asociación es un derecho humano de primera generación, lo cierto es que su reconocimiento constitucional es tardío. Inicialmente el liberalismo lo desconoció, cuando no fue abiertamente hostil hacia él. Fue reclamado en la segunda mitad del siglo XIX y ampliamente reconocido ya en el siglo XX. Por esta razón otros autores prefieren desdoblar la primera generación de derechos en dos generaciones diferentes y claramente separadas por el tiempo.
La Revolución estadunidense lo ignoró. Ni la Declaración de Derechos de Virginia de 1776, ni la Declaración de Independencia de los Estados Unidos del mismo año lo mencionan. La Constitución de los Estados Unidos de 1787 no incluyó una declaración de derechos, si bien la acalorada discusión sobre el particular hizo que en 1791 se aprobara la Carta de Derechos, que introdujo las primeras diez enmiendas constitucionales. Ninguna de ellas hacía referencia al derecho de asociación. De hecho, la Constitución sigue hoy en día sin mencionar tal derecho, que fue introducido en el Derecho norteamericano por obra de la jurisprudencia; solo en 1958, el Tribunal Supremo de los Estados Unidos estableció que el derecho de asociación está implícitamente reconocido en la Primera Enmienda.
La Revolución francesa fue claramente adversaria del derecho de asociación. La Declaración de los Derechos del Hombre y del Ciudadano de 1789 no solo no lo proclama, sino que su artículo 3 puede ser interpretado como negación de tal derecho. El motivo era la animadversión que los revolucionarios sentían hacia la existencia de “cuerpos intermedios” entre la nación y el ciudadano. De hecho, el derecho de asociación no sería reconocido en Francia hasta la Ley de 1 de julio de 1901.
En España es reconocido por primera vez durante el llamado Sexenio Revolucionario por la Constitución de 1869 en sus artículos 17 y 19, reiterando más tarde el reconocimiento las posteriores constituciones de 1876, 1931 y 1978.
Algunos autores lo consideran una conquista de los movimientos democráticos europeos de mediados del siglo XIX, junto con el derecho de sufragio universal masculino, siendo sus principales beneficiarios en aquel momento las organizaciones obreras y las congregaciones religiosas. La perspectiva acerca del derecho de asociación cambia totalmente en el siglo XX, pasando a convertirse en una pieza esencial del estado de derecho.

## Ámbito y características del derecho
Los revolucionarios del siglo XVIII distinguieron perfectamente entre las asociaciones sin ánimo de lucro (de las que recelaban) y las que tenían ánimo de lucro. Estas últimas dieron lugar a las sociedades mercantiles y civiles, y fueron perfectamente admitidas desde un principio como manifestación del derecho de propiedad. A partir de ese momento, ambas han seguido caminos distintos.
La doctrina entiende que la asociación es una agrupación humana de naturaleza voluntaria. Esta última característica le distingue de ciertas corporaciones de derecho público en las que el encuadramiento es obligatorio, tales como los colegios profesionales. La asociación se distingue también por perseguir un fin común a sus miembros, elemento este que está presente en los diversos tipos de asociaciones existentes, desde las religiosas a las deportivas. Por último, se caracteriza por tener una clara vocación de permanencia, para lo que necesita una organización estable, por mínima que sea. Ello le distingue de otros derechos con los que guarda ciertas notas en común, como los de reunión y manifestación, caracterizados por un agrupamiento de personas momentáneo y circunstancial.
Por último, aunque no dejan de ser tipos concretos de asociaciones, el particular tratamiento que sindicatos y partidos políticos reciben en las constituciones, leyes y tratados internacionales durante los siglos XX y XXI hace que su regulación se vaya apartando poco a poco de la del derecho de asociación, sobre todo en el primer caso.

## Reconocimiento y protección internacional
Desde mediados del siglo XX, el derecho de asociación ha ido siendo cada vez más reconocido en el derecho internacional en diversos documentos:
- La Declaración Universal de los Derechos Humanos lo proclama en su artículo 20 en los siguientes términos:

1. Toda persona tiene derecho a la libertad de reunión y de asociación pacíficas.
2. Nadie podrá ser obligado a pertenecer a una asociación.

- El Pacto Internacional de Derechos Civiles , Políticos y Cultural elaborado en el ámbito de la Organización de las Naciones Unidas contempla la libertad de asociación en su artículo 22, si bien admite la posibilidad de restricciones en el mismo.[10] El apartado 1 dice lo siguiente:

Toda persona tiene el derecho a la libertad de asociación con otras, incluyendo el derecho a crear y formar parte de los sindicatos laborales para la protección de sus intereses.

- La Convención Europea de Derechos Humanos elaborada en el ámbito del Consejo de Europa lo proclama en su artículo 11, junto con el derecho de reunión, e incluyendo expresamente en su ámbito el derecho de sindicación. Admite restricciones al mismo.[11] El apartado 1 dice:

Toda persona tiene derecho a la libertad de reunión pacífica y a la libertad de asociación, incluido el derecho de fundar, con otras,
sindicatos y de afiliarse a los mismos para la defensa de sus intereses.

- La Convención Americana sobre Derechos Humanos elaborada en el ámbito de la Organización de Estados Americanos lo proclama en su artículo 16, admitiendo también restricciones.[12] El apartado 1 dice:

Todas las personas tienen derecho a asociarse libremente con fines ideológicos, religiosos, políticos, económicos, laborales, sociales, culturales, deportivos o de cualquiera otra índole.

- La Carta Africana de Derechos Humanos y de los Pueblos elaborada en el ámbito de la Organización para la Unidad Africana lo proclama en su artículo 10.[13] Sus apartados primero y segundo rezan así:

1. Todo individuo tendrá derecho a la libre asociación, siempre que cumpla con la ley.
2. De conformidad con la obligación de solidaridad contemplada en el artículo 29, nadie puede ser obligado a formar parte de una asociación.